# Слохокеј лига
Слохокеј лига је била мултинационална хокеј лига у Европи. У лиги су учествовали клубови из Словеније, Србије, Хрватске и Аустрије. Прво такмичење Слохокеј лиге одржано је у сезони 2009/10. године, а одигранe cy три сезонe.

## Историја
Слохокеј лига је основана 2009. године. Први шампион била је екипа Марибор. Они су у финалу плеј-офа савладали Партизан са 2:0 у победама. Наредне сезоне, шампион је постао Партизан победивши у финалу плеј-офа Олимпију са 3:1 у победама. У трећој сезони Слохокеј лиге титулу је одбранио Партизан новом победом над Олимпијом у финалу плеј-офа. Овога пута било је 3:2 у победама за црно-беле.

## Такмичарски систем
У регуларном делу сезоне 2011/12. игра се четвороструки лига систем, свако са сваким по четири утакмице, укупно 28 утакмица. Сви клубови се пласирају у плеј-оф. У плеј-офу четвртфинале и полуфинале се играју на два добијена меча, док се у финалу се игра на три добијена меча.

## Клубови
| Клуб                | Град          | Арена                      | Капацитет     | Основан       |
| Бивши клубови       | Бивши клубови | Бивши клубови              | Бивши клубови | Бивши клубови |
| ------------------- | ------------- | -------------------------- | ------------- | ------------- |
| ХС Олимпија         | Љубљана       | Дворана Тиволи             | 5,000         | 2004          |
| ХД Млади Јесенице   | Јесенице      | Дворана Подмежакла         | 5,900         | 1999          |
| ХДК Ставбар Марибор | Марибор       | Ледена дворана Табор       | 3,000         | 1993          |
| ХК Триглав          | Крањ          | Ледена дворана Златно поље | 1,000         | 1968          |
| ХДД Блед            | Блед          | Ледена дворана Блед        | 1,000         | 2008          |
| ХК Славија          | Љубљана       | Дворана Залог              | 1,000         | 1968          |
| ХК Партизан         | Београд       | Ледена дворана Пионир      | 2,000         | 1948          |
| КХЛ Младост         | Загреб        | Дворана Велесајам          | 1,000         | 1946          |
| КХЛ Медвешчак II    | Загреб        | Дворана Велесајам          | 1,000         | 2003          |
| ХК МК Блед          | Блед          | Ледена дворана Блед        | 1,000         | 1999          |
| Тим Загреб          | Загреб        | Дворана Велесајам          | 1,000         | 2010          |
| Јуниор Грац 99ерс   | Грац          | Ајсстадион Грац Лиебенау   | 4,050         | 2009          |

## Сезоне Слохокеј лиге

### Сезона 2009/10
Прво издање Слохокеј лиге кренуло је 23. септембра 2009. утакмицом између Триглава и Медвешчака II коју је словеначки клуб добио са 3:0. У лиги се укупно такмичило десет клубова: Шест је било из Словеније, два из Хрватске, и по један из Србије и Аустрије. Најбољи тим у лигашком делу сезоне била је екипа Триглава са 61 бодом из 27 утакмица. Први шампион Слохокеј лиге постао је Марибор победивши у финалу плеј-офа Партизан са 2:0 у победама.

### Сезона 2010/11
Друго издање Слохокеј лиге кренуло је 11. септембра 2010. утакмицом између Олимпије и Тим Загреба коју је Олимпија добила са 8:3. У лиги се као и прошле године такмичило десет клубова: Седам клубова је било из Словеније, a по један из Србије, Хрватске и Аустрије. за разлику од прошле сезоне лиги су се прикључили ХДД Блед и Тим Загреб, а из лиге су одустали загребачки клубови КХЛ Загреб и Медвешчак II. Најбољи тим у лигашком делу сезоне била је екипа Олимпије са 74 бода из 27 утакмица. Други шампион Слохокеј лиге постао је Партизан победивши у финалу плеј-офа Олимпију са 3:1 у победама.

### Сезона 2011/12
Треће издање Слохокеј лиге кренуло је 21. септембра 2011. године. У лиги се такмичи осам клубова: Шест клубова је из Словеније, а по један из Србије и Хрватске. У односу на прошлу сезону број клубова је смањен са десет на осам. Из лиге су иступили ХК МК Блед, Јуниор Грац 99ерс и Тим Загреб, а у лигу се вратила КХЛ Младост. Титулу је одбранио Партизан новом победом над Олимпијом у финалу плеј-офа, али је овога пута било 3:2 у победама за клуб из Хумске.

## Шампиони
- 2009/10. - Ставбар Марибор
- 2010/11. - Партизан
- 2011/12. - Партизан